# Самара
Вижте пояснителната страница за други значения на Самара.
Вижте пояснителната страница за други значения на Куйбишев.
Самара (на руски: Самара) е град в югоизточната част на Европейска Русия, административен център на Самарска област. Голям икономически, транспортен, научно-образователен и културен център. Основни промишлени отрасли са машиностроене, нефтопреработване и хранително-вкусова промишленост.
Част от жителите му са потомци на волжките българи. От 1935 до 1991 г. градът се нарича Ку̀йбишев по името на съветския политик Валериан Куйбишев. Населението на града е 1 163 399 (към 1 януари 2018 г.), девети по население град в Русия. В пределите на агломерацията на Самара (трета в Русия по брой на населението) живеят над 2,7 млн. души.

## История
Самара е основана през 1586 г. като укрепен пост и по-късно се превръща във важен център на търговията със зърно в Поволжието. През 1877 г. жителите на Самара подаряват знамето на Българското опълчение, което взема участие в Руско-турската война (вижте Самарско знаме). По време на германското настъпление към Москва през Втората световна война Самара е подготвяна за резервна столица на Съветския съюз в случай на необходимост от евакуация на правителството.

## Спорт
Градският стадион „Самара Арена“ е с капацитет 45 000 души. Реконструиран е за Световното първенство по футбол „Русия 2018“ за 260 млн. евро.

## Известни личности
Родени в Самара
- Александър Анюков (р. 1982), футболист
- Александър Буклеев (р. 1984), футболист
- Мария Кисельова (р. 1974), спортистка
- Дмитрий Муратов (р. 1961), журналист
- Анастасия Павлюченкова (р. 1991), тенисистка
- Дмитрий Устинов (1908 – 1984), генерал

Починали в Самара
- Пьотър Алабин (1824 – 1896), общественик
- Христо Янков (1879 – ?), български революционер

## Други
На Самара е наречена улица в квартал „Младост 4“ в София (Карта).